# 站在巨人的肩膀上 (书籍)
《站在巨人的肩膀上：物理学和天文学的伟大著作》是英国理论物理学家斯蒂芬·霍金编辑并注释的科学文本汇编。 该书于2002年由Running Press出版。 

## 内容
本书精选了以下英文作品：
- 尼古拉·哥白尼的《天体运行论》解释了哥白尼的日心说：太阳，而不是地球，位于宇宙的中心
- 伽利略·伽利莱的《两门新科学》阐述了伽利略的物理学发现
- 约翰尼斯·开普勒的《宇宙的奥秘》、《世界的和谐》和《鲁道夫星表》，描述了开普勒的天文学理论和观察结果
- 艾萨克·牛顿爵士的《自然哲学的数学原理》
- 爱因斯坦的相对论原理

本书还收录了霍金的五篇评论文章，以及霍金为其中五位科学家撰写的传记。 